# یک گل در جهنم
یک گل در جهنم (به انگلیسی: A Flower in Hell) یک فیلم کره‌ای ساخته سال ۱۹۵۸ به کارگردانی شین سانگ-اوک است.

## داستان
یک مرد جوان از روستا به سئول برای پیدا کردن برادر بزرگتر خویش می آید...

## نقش ها
- چوی یون هی در نقش سونیا
- کین هک در نقش یونگ شیک
- جو هی اون در نقش دنگ شیک
- کانگ سان هی در نقش جودی